# بيل أورتن
بيل أورتن هو محامي وسياسي أمريكي، ولد في 22 سبتمبر 1948 في نورث أوغدن في الولايات المتحدة، وتوفي في 18 أبريل 2009 في مقاطعة جوواب في الولايات المتحدة. نشط حزبياً في الحزب الديمقراطي.

## مناصب
- في انتخابات مجلس النواب الأمريكي 1990 [الإنجليزية]‏، انتخب عضو مجلس النواب الأمريكي [الإنجليزية]‏ عن دائرة الدائرة الكونغرسية الثالثة في يوتاه [الإنجليزية]‏ وقد انضم خلال فترته النيابية [الإنجليزية]‏ (3 يناير 1991 – 3 يناير 1993) للكتلة البرلمانية الحزب الديمقراطي.
- في انتخابات مجلس النواب الأمريكي 1992 [الإنجليزية]‏، انتخب عضو مجلس النواب الأمريكي [الإنجليزية]‏ عن دائرة الدائرة الكونغرسية الثالثة في يوتاه [الإنجليزية]‏ وقد انضم خلال فترته النيابية [الإنجليزية]‏ (5 يناير 1993 – 3 يناير 1995) للكتلة البرلمانية الحزب الديمقراطي.
- في انتخابات مجلس النواب الأمريكي 1994 [الإنجليزية]‏، انتخب عضو مجلس النواب الأمريكي [الإنجليزية]‏ عن دائرة الدائرة الكونغرسية الثالثة في يوتاه [الإنجليزية]‏ وقد انضم خلال فترته النيابية [الإنجليزية]‏ (4 يناير 1995 – 3 يناير 1997) للكتلة البرلمانية الحزب الديمقراطي.
- انتخب عضو مجلس النواب الأمريكي [الإنجليزية]‏ (3 يناير 1991 – 3 يناير 1997).